# نهر الرصاصي
نهر الرصاصي هو قناة مائية، إروائية طولها 51 كيلومتراً، تبدأ متفرعةً من شرق نهر دجلة في مقاطعة شناس، على بعد 8 كيلومترات في أقصى شمال قضاء سامراء، تجري القناة من هناك مائلةً إلى الشرق حيث تتصل بالمجرى القديم لنهر الرصاصي، وتجري شرق سامراء حتى تصل إلى بداية المجرى الأسفل لنهر العُظَيم في الضلوعية، أُنشئت القناة سنة 1996، وتسمية الرصاصي وفقاً لمجيد ملوك السامرائي أنها أُطلقت بعد إنشاء قنطرة المتوكل على النهر في موضع يقع حالياً جنوبي مدينة الدور مسافة ستة كيلومترات تقريباً، وكان أحد مواد بنائها ماد الرصاص.